# Basilique Saint-Apollinaire in Classe
La basilique Saint-Apollinaire de Classe est une basilique du VIe siècle, située à Classis (en italien : Classe), ancien port antique de Ravenne, Italie, aujourd'hui ensablé.
Datant du VIe siècle et peu modifiée depuis, elle fait partie des plus belles églises primitives à plan basilical qui nous soit parvenue si bien conservée. Tout comme la basilique Saint-Apollinaire-le-Neuf dans la même ville, elle nous donne une bonne idée de ce que pouvait être la physionomie des églises de l'Antiquité tardive et du Haut Moyen Âge. Elle possède également un superbe ensemble de mosaïques byzantines du VIe siècle. À ce titre elle est inscrite, avec d'autres monuments de Ravenne de la même période, sur la liste du patrimoine mondial tenue par l'Unesco.

## Histoire

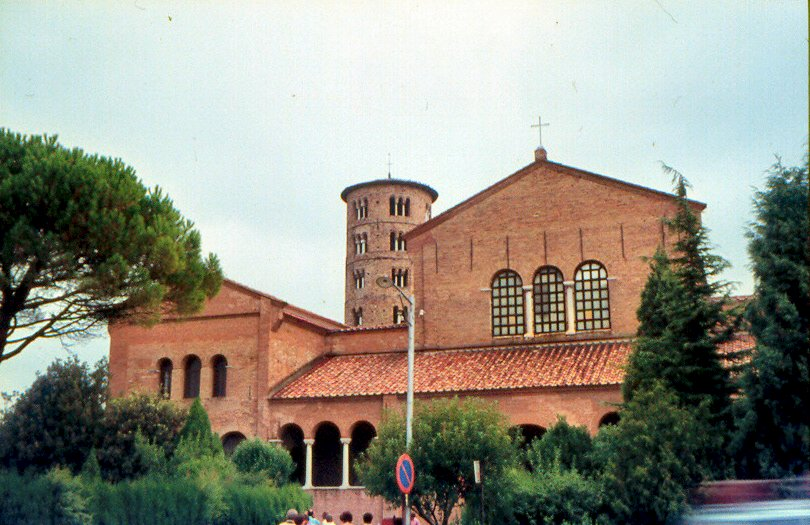
Entrée, narthex, campanile

Commencée par l'évêque Ursicinus, l'église fut inaugurée le 9 mai 549 par l'évêque Maximien. Les travaux ont été financés par le banquier Julianus Argentarius. 
Le terme in Classe vient de l'antique ville romaine de Civitas Classis (signifiant « ville de la flotte »), qui s'était développée autour du port de Ravenne et qu'Auguste avait renforcée pour la défense de toute la mer Adriatique. La ville était en partie peuplé par des Byzantins, dont beaucoup venaient des provinces orientales de l'empire, et dont faisait partie Apollinaire de Ravenne, venu d'Antioche à la fin du Ier ou au début du  IIe siècle.
Apollinaire rassembla la première communauté chrétienne de Ravenne et en fut le premier évêque. La basilique de Classis fut bâtie sur son tombeau, mais ses ossements furent transférés au milieu du IXe siècle à Saint-Apollinaire-le-Neuf dont la position centrale près du palais offrait une meilleure sécurité, à l'abri d'éventuelles incursions ou pillages.

## Extérieur

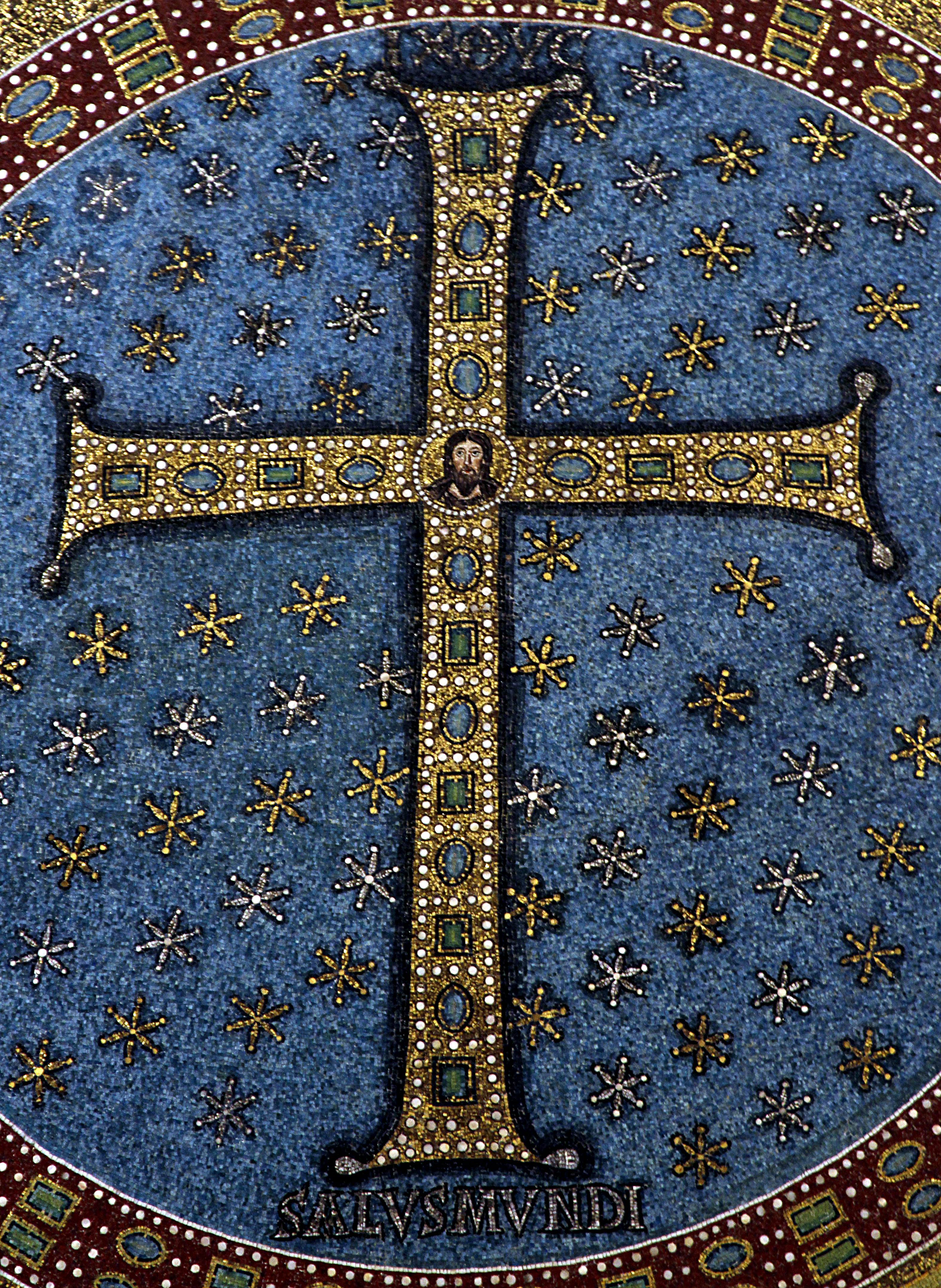
Croix à Saint-Apollinaire in Classe

Les murs extérieurs de l'église, très simples, sont composés de briques rouges très plates (48 x 4 cm), caractéristiques des édifices de Julianus Argentarius, comportant des joints de mortier blanc, eux-mêmes de 4 cm d'épaisseur, qui donnent à l'église son aspect bicolore. L'entrée est surmontée d'une fenêtre à trois arcs. Elle est précédée d'un narthex, qui succède au quadriportique d'origine. Le campanile cylindrique du Xe siècle comporte des ouvertures à un, deux et trois arcs.

## Intérieur

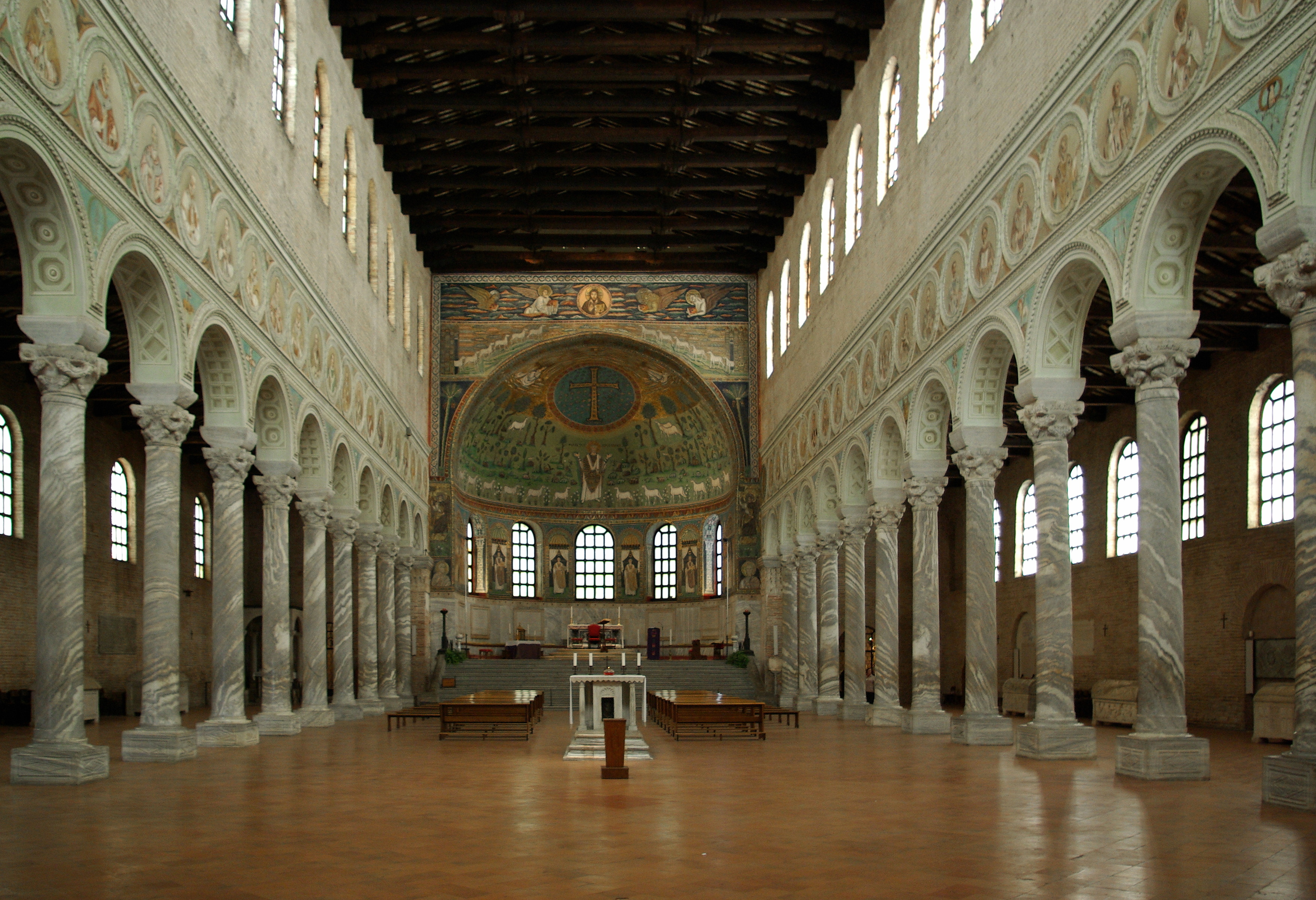
Nef et abside de la basilique

L'intérieur (55,58 × 30,30 m) est à trois nefs délimitées par deux rangées de 12 colonnes de marbre grec, surmontées de chapiteaux byzantins. Le plafond a perdu ses caissons d'origine, et les anciennes mosaïques de sol ont disparu.
L'abside est accessible par les marches d'un large escalier. Sous l'autel se trouve la tombe de saint Apollinaire. 

### Abside

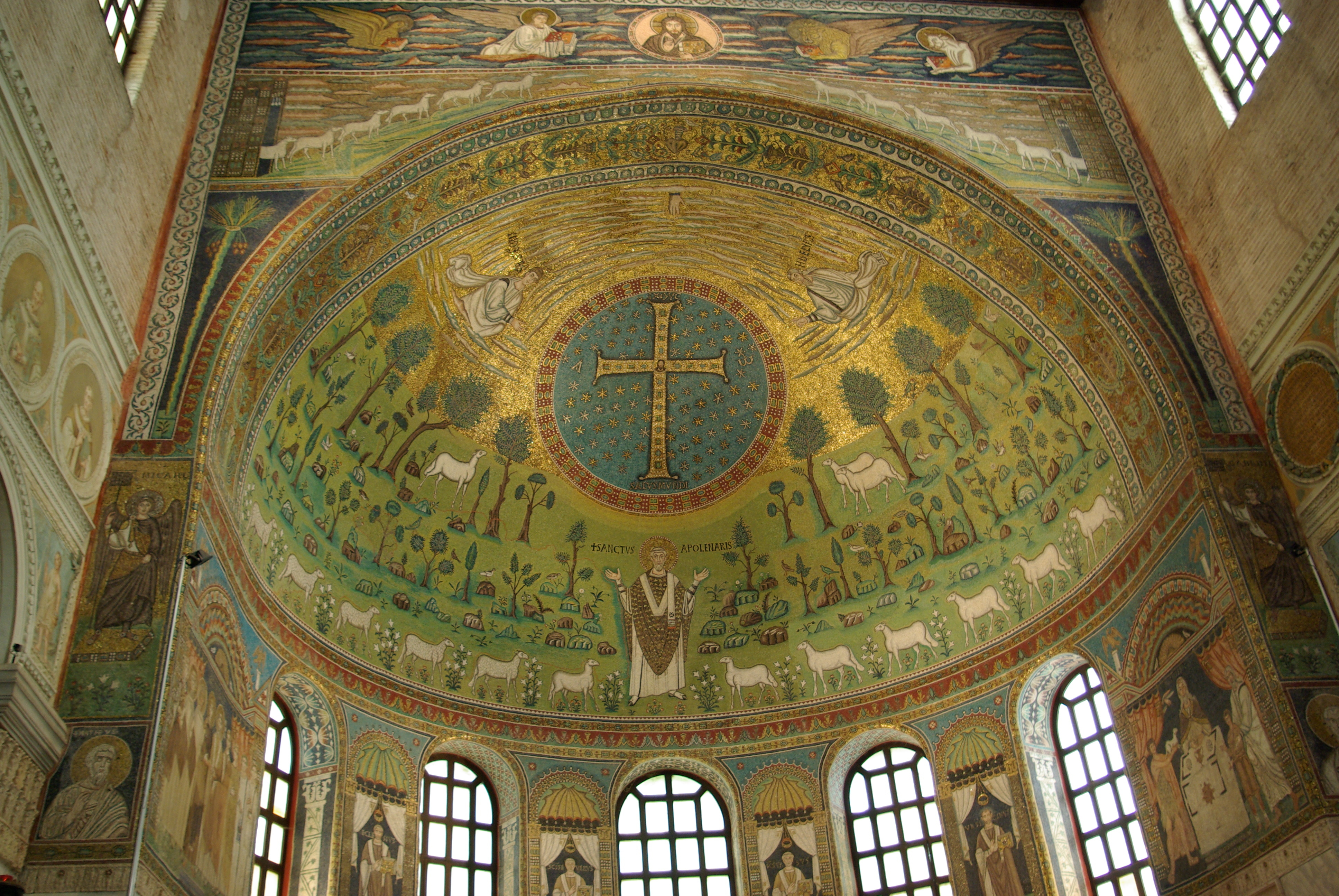
Mosaïque de l'abside

La mosaïque de l'abside comporte deux parties. La partie supérieure présente au spectateur une version très élaborée de la Transfiguration. Au centre de la composition, une croix gemmée est inscrite dans un grand médaillon sur un fond de ciel étoilé. Au croisement des bras de la croix figure un petit médaillon qui représente la tête du Christ. À son sommet le mot grec ἰχθύς (poisson) est l'acrostiche bien connu de l'expression « Jésus-Christ Fils de Dieu Sauveur ». Au pied de la croix on peut lire l'inscription latine « Salus Mundi » (le salut du monde). Au-dessus du grand médaillon la main de Dieu émerge d'un ciel rempli de nuages. Les prophètes Élie et Moïse qui apparaissent sur les côtés de la croix, font partie du récit de la Transfiguration dans l'Évangile selon Matthieu. Sous le médaillon, trois agneaux dans une prairie verdoyante, le museau levé vers la croix, symbolisent les apôtres Pierre et les deux frères Jacques le Majeur et Jean, qui se trouvaient aux côtés de Jésus lors de la Transfiguration.

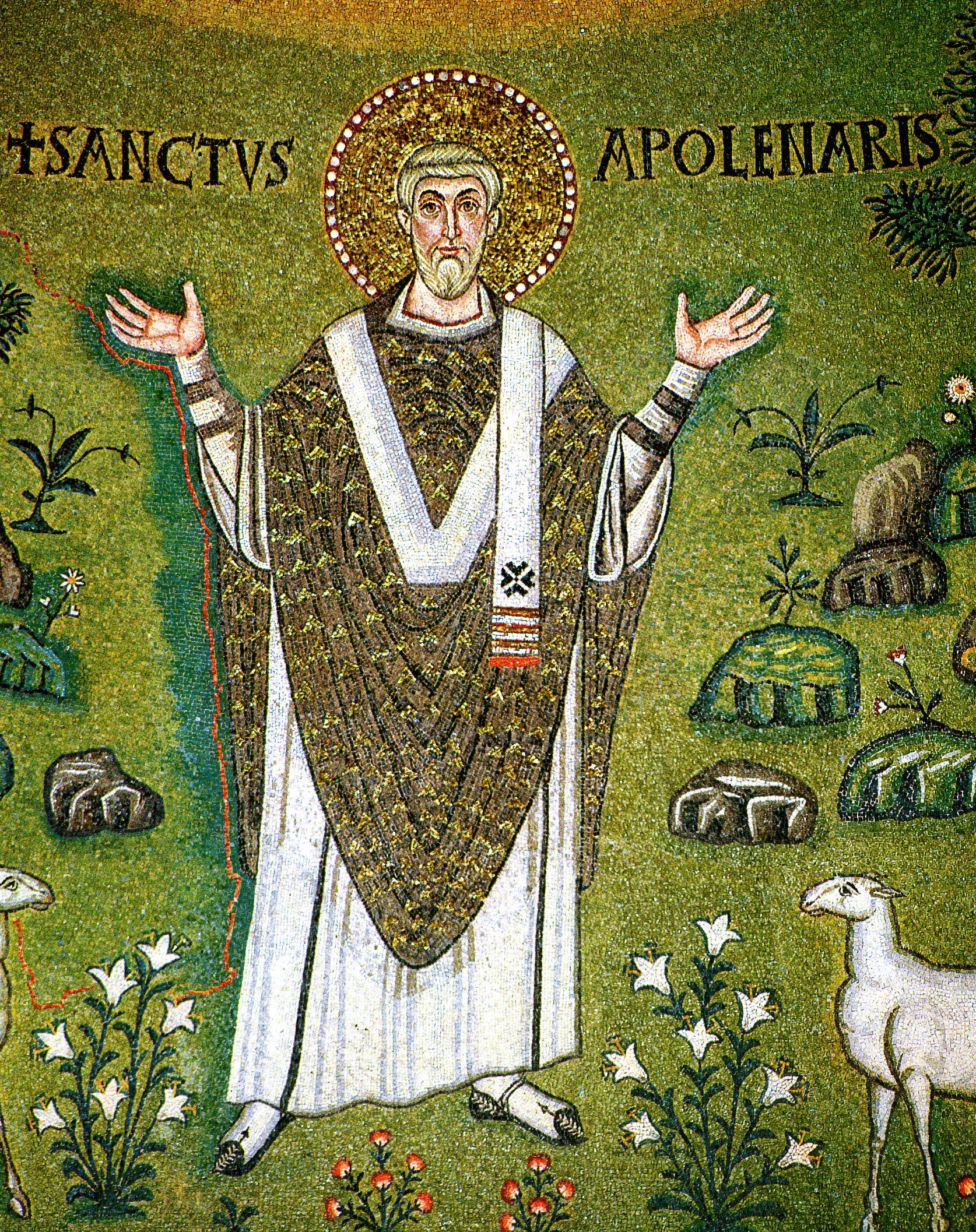
L'évêque Apollinaire de Ravenne. Mosaïque de l'abside (détail).

Dans la partie inférieure, au milieu d'un pré fleuri, saint Apollinaire, est représenté dans l'attitude de l'orant, les bras levés et les mains ouvertes, dans une prière d'intercession vers le ciel. L'évêque, vêtu de l'habit sacerdotal et portant le pallium épiscopal, est entouré de douze agneaux, figurant les fidèles qui suivent leur berger.
Entre les fenêtres de l'abside quatre évêques ravennates, Severus, Ecclesius, Ursus et Ursinus, sont représentés dans des niches à coquille. De part et d'autre des fenêtres se trouvent deux panneaux datant de la seconde moitié du VIIe siècle. Le premier réunit autour d'un autel trois personnages de l'Ancien Testament, le roi-prêtre Melchisédech tenant un pain, Abel tenant un agneau et Abraham prêt à sacrifier son fils Isaac. Au centre de l'autel, de la vaisselle liturgique, un calice et deux patènes, est représentée et évoque instantanément le sacrifice eucharistique. Le deuxième représente la Concession des privilèges :  l'empereur Constantin IV, flanqué de ses frères Heraclius et Tiberius, remet au diacre Reparatus un document conférant l'autocéphalie à l'Église de Ravenne.

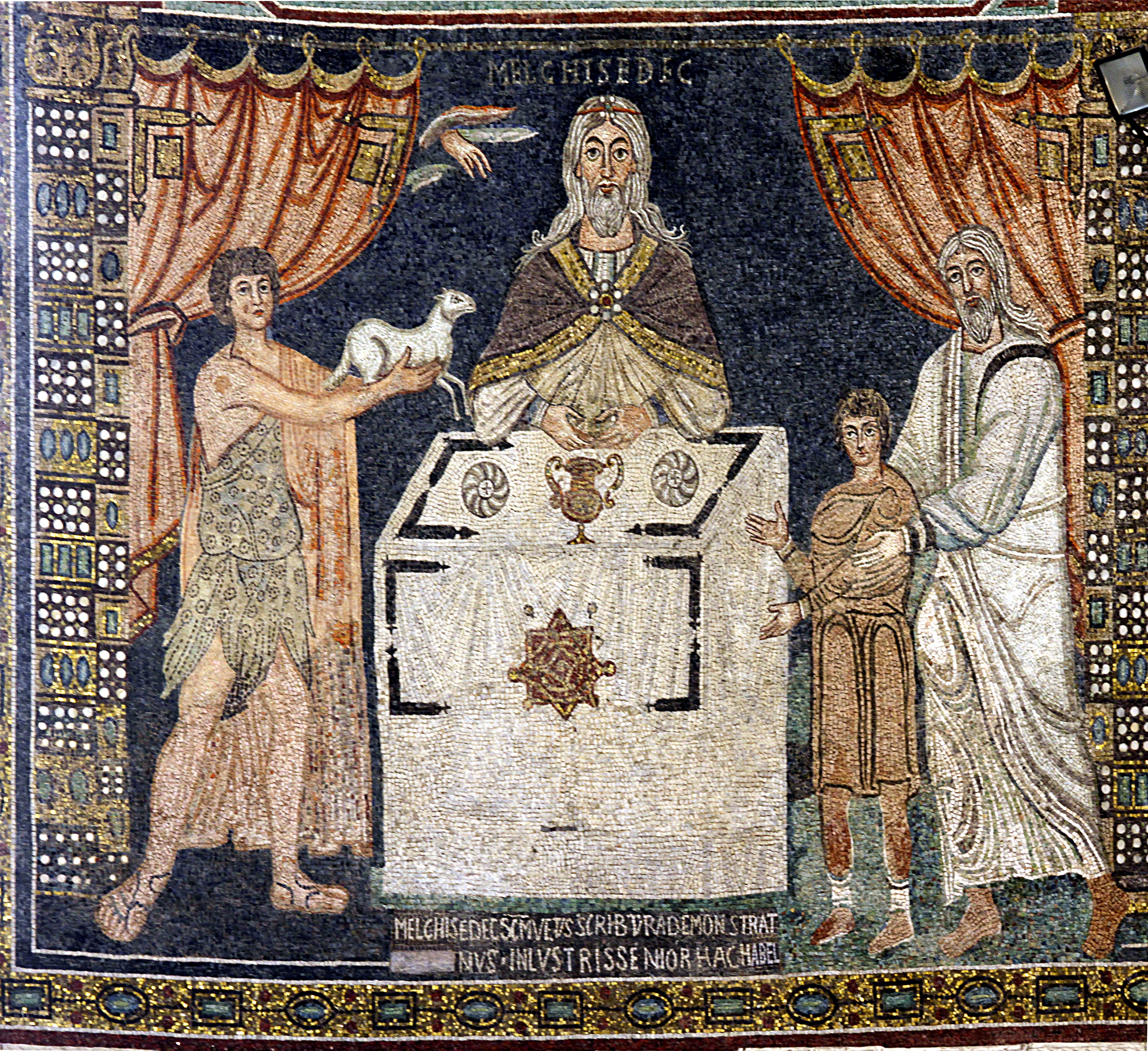
Melchisédech au centre, Abel à sa droite, Abraham et Isaac à sa gauche
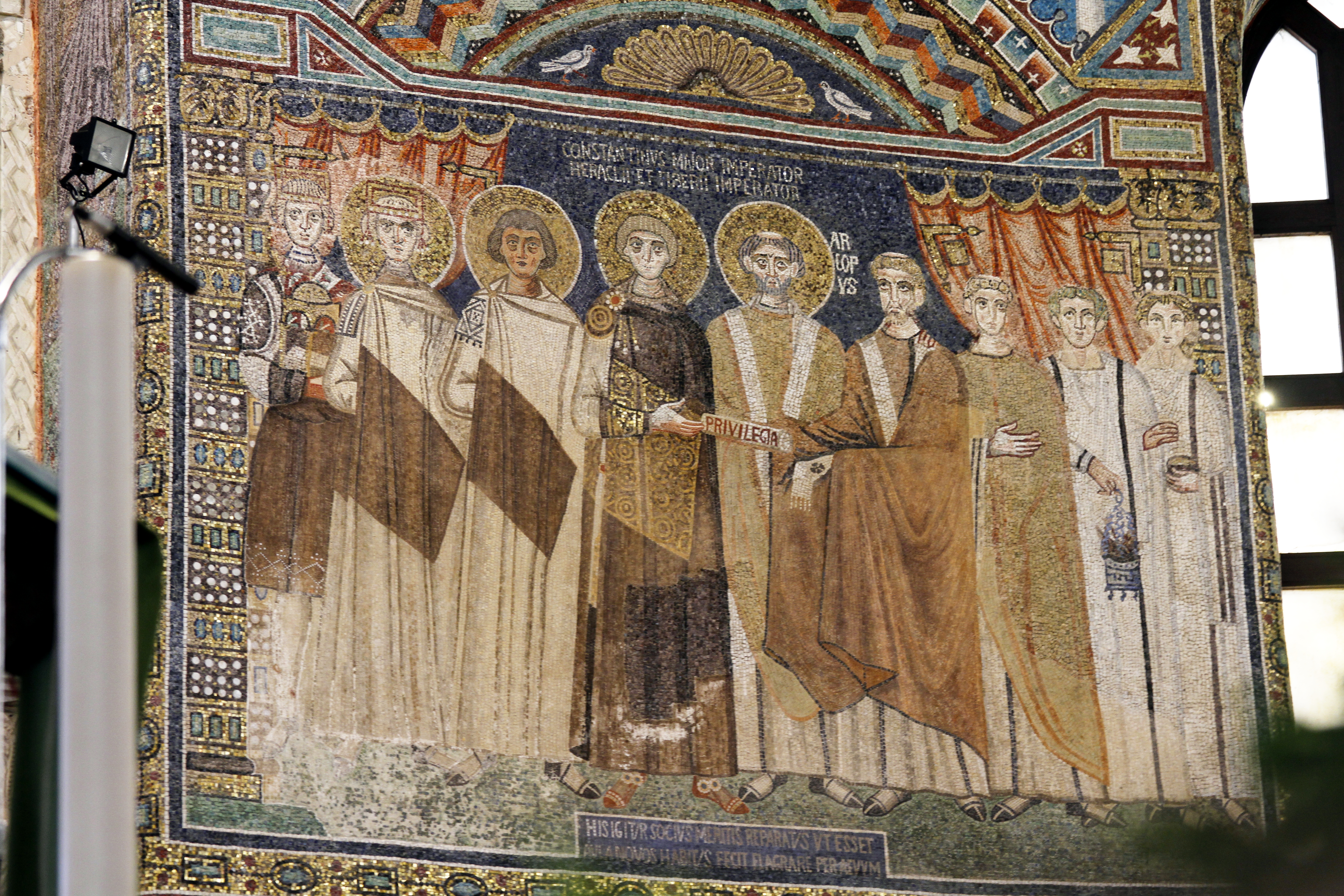
La Concession des privilèges.

### Arc triomphal
La décoration de l'immense arc triomphal a été modifiée à une date inconnue, entre le VIIe et le IXe siècle. Le médaillon central montre une image du Christ bénissant, au regard fixe, fronçant le sourcil. En arrière-plan, sur fond de ciel aux nuages alternativement bleus et rouges flottent les symboles des quatre évangélistes : l'aigle de Jean, l'homme ailé de Matthieu, le lion de Marc et le taureau de Luc. Au registre inférieur, douze agneaux, symbolisant les apôtres, quittent les cités de Jérusalem et de Bethléem pour rejoindre le Christ. À la naissance de l'arc se détachent des palmiers chargés de dattes sur fond de ciel bleu foncé. Ces représentations, ainsi que celles des archanges Michel et Gabriel, visibles sur les montants de l'arc, sont caractéristiques de l'art du VIe siècle, tandis que les évangélistes Matthieu et Luc, qui apparaissent sous la forme de symboles personnifiés, ne sont probablement pas antérieurs au XIIe siècle.

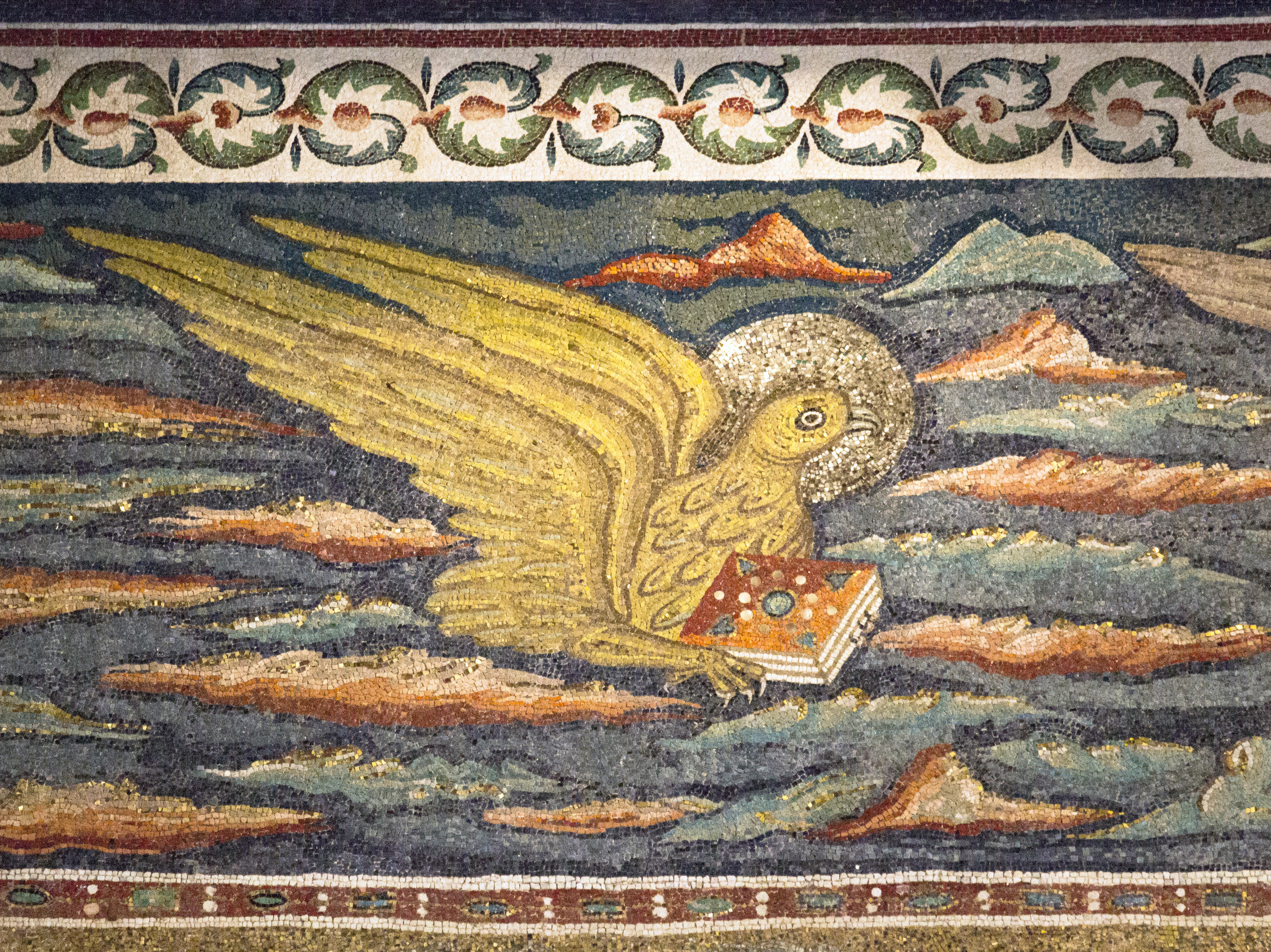
Symbole de l'évangéliste Jean
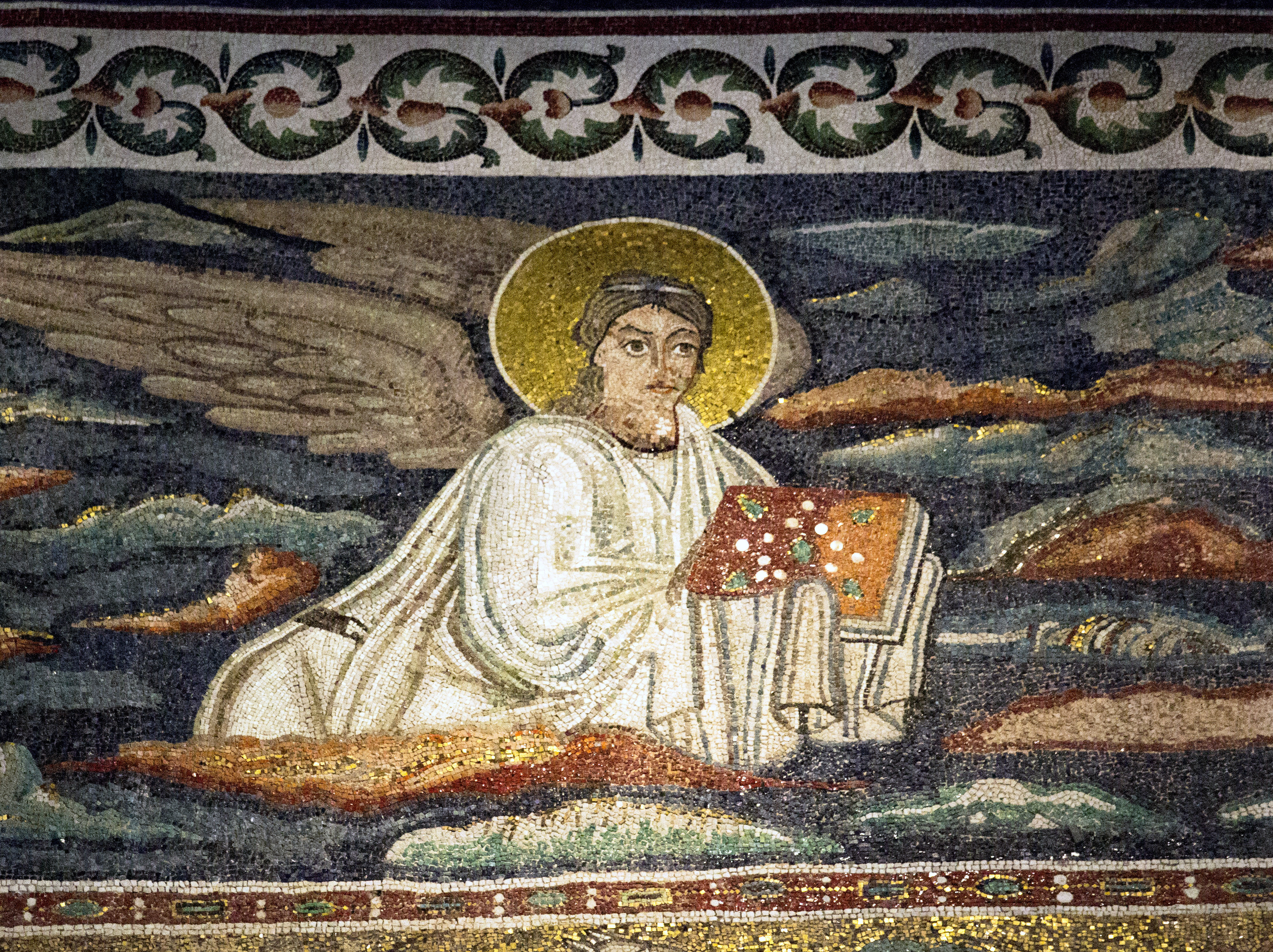
Symbole de l'évangéliste Matthieu
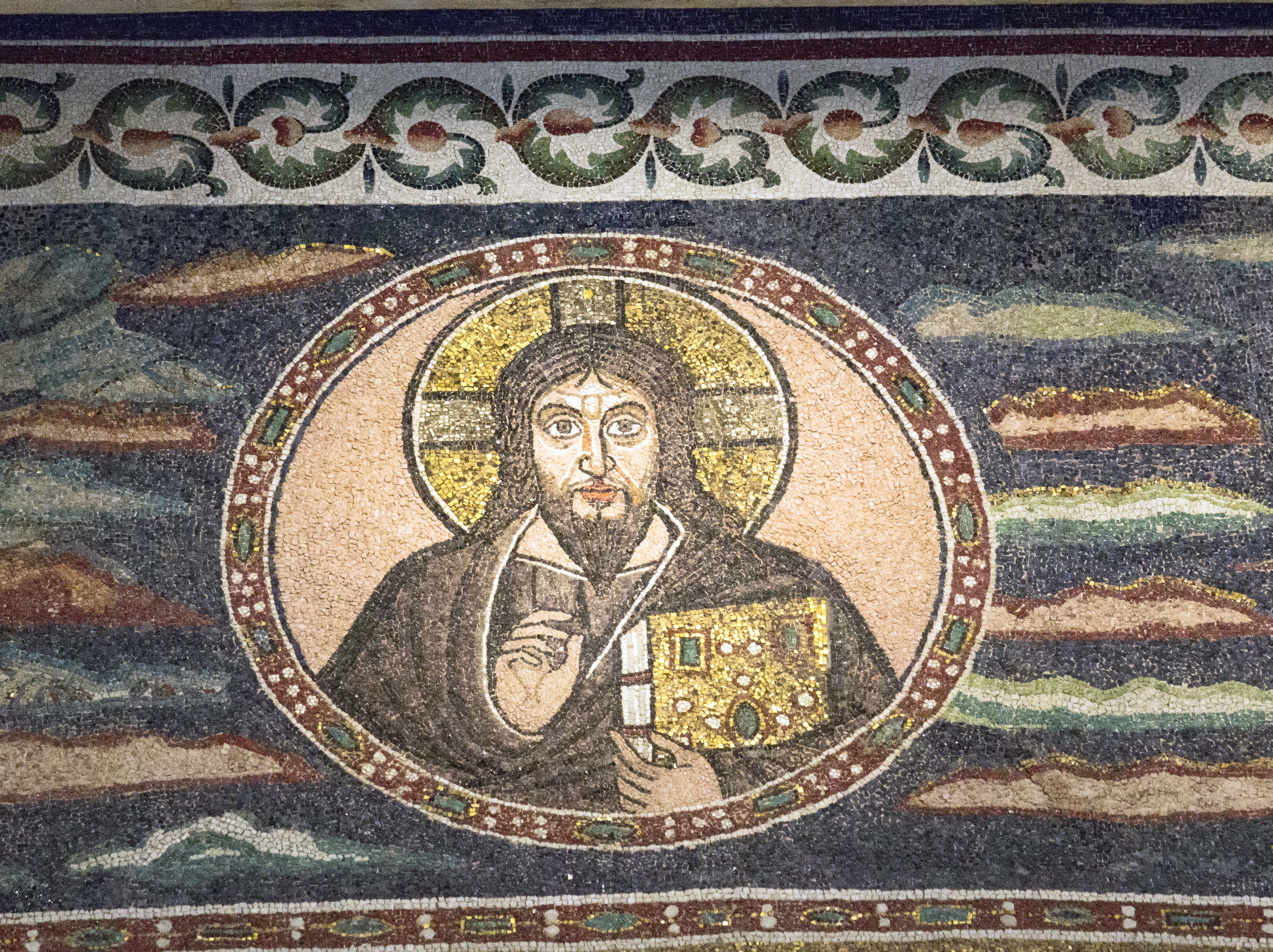
Christ prêchant
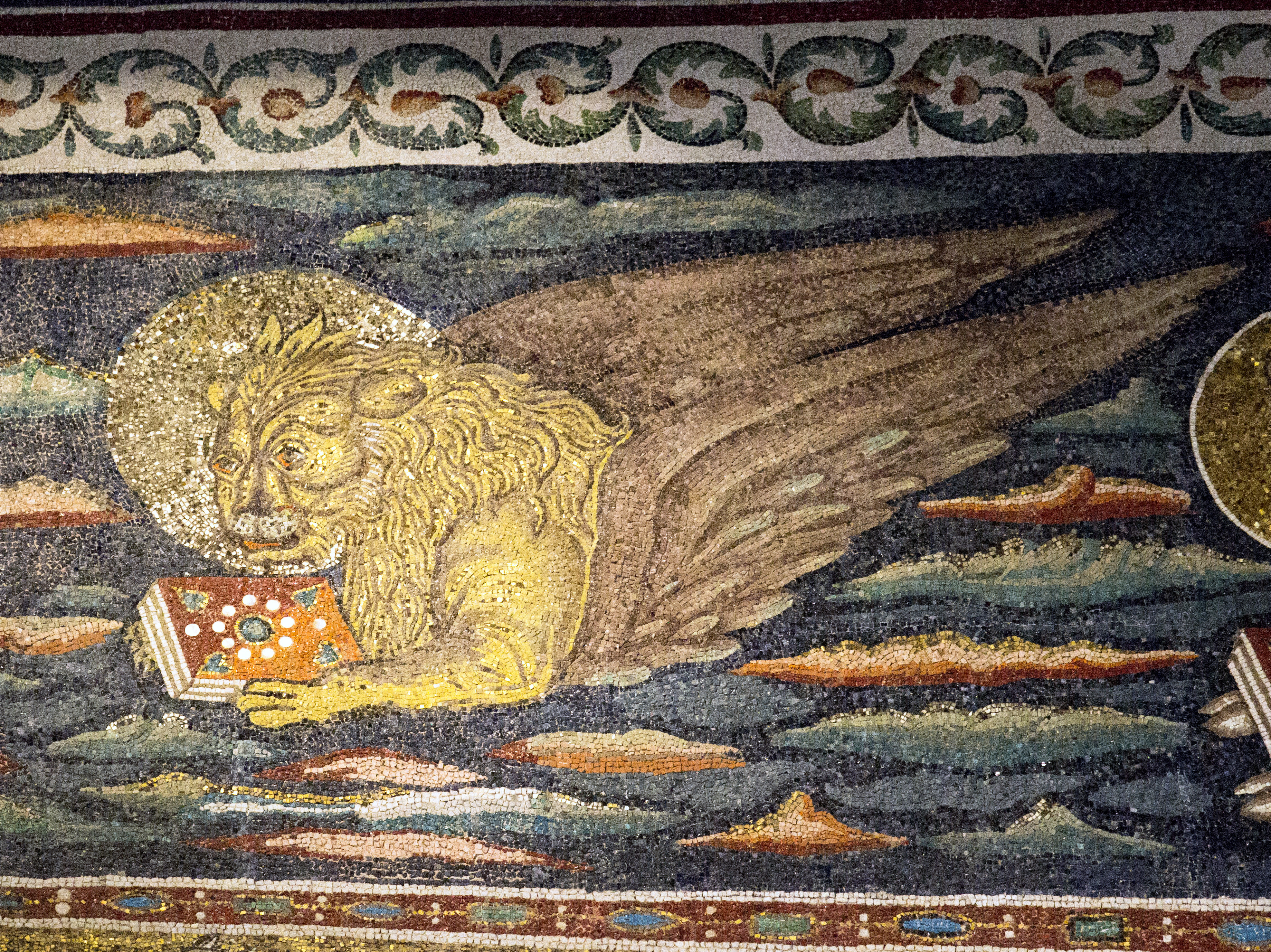
Symbole de l'évangéliste Marc
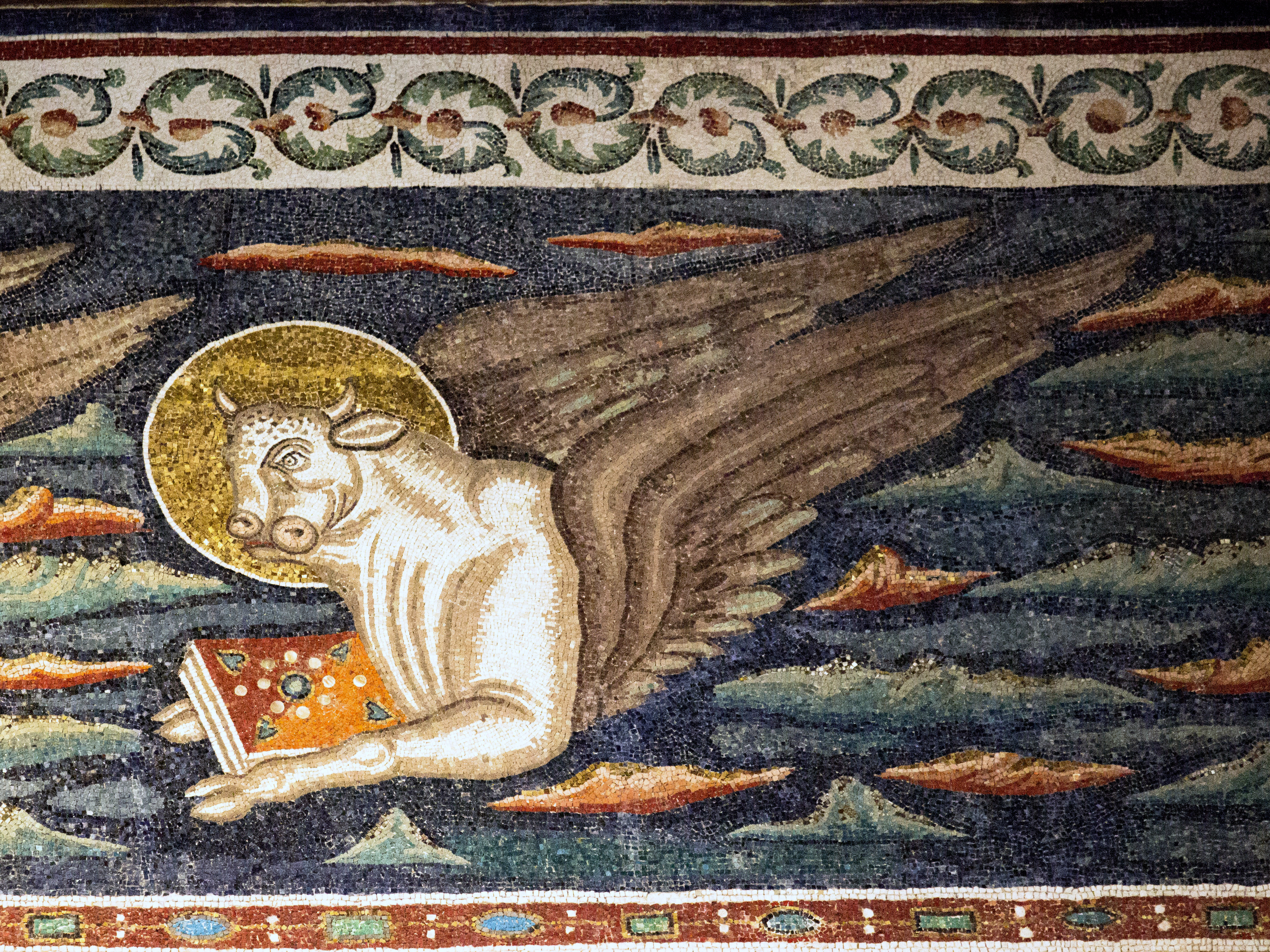
Symbole de l'évangéliste Luc

### Crypte
La crypte en hémicycle est attenante au mur de l'abside. Les deux entrées sont munies de grilles. Le caveau central, placé sous le maître-autel, renferme le sarcophage de marbre grec qui contenait les ossements d'Apollinaire de Ravenne avant leur transfert à la basilique Saint-Apollinaire-le-Neuf. À côté d'une chapelle, à gauche, se dresse un ciborium ou baldaquin de marbre du IXe siècle, consacré à saint Eleucadius, évêque de Ravenne, constitué de quatre colonnes, dont les chapiteaux et les arcs sont décorés de motifs byzantins classiques, qui dénotent toutefois une nette influence lombarde.

### Bas-côtés
Les bas-côtés abritent dix sarcophages de marbre grec, anciennes sépultures des évêques de Ravenne, entre les Ve et VIIIe siècles. 
La tombe de l'évêque Théodore (688) porte des motifs tels que des grappes de raisin, des paons bleus, des pigeons, des croix et des monogrammes du Christ. Le sarcophage des Douze apôtres montre le Christ transmettant à Paul le rouleau de la Loi, tandis que Pierre crucifié élève la clé, aux côtés des autres apôtres. 
Le sarcophage de l'évêque Gratiosus (788), qui avait reçu Charlemagne, est décoré de croix ; il est placé devant une pierre tombale, de la première moitié du VIe siècle, qui déclare qu'« à cet endroit se trouvait le cercueil de saint Apollinaire, avant qu'il ne fût transporté en la basilique par l'évêque Maximilien ».
Le quatrième sarcophage montre des reliefs de coquillages, de palmiers et de paons, qui boivent à la source de la vie éternelle. Le dernier du bas-côté droit est au nom de « Licina Valeria, Faustina Italica, qui repose en paix, âgée seulement d'un an, six mois et six jours, la très tendre fille de ses parents pleins de douleur ». 
Cinq autres sarcophages sont déposés du côté droit de l'église.